# Pisces II
Pisces II (Ryby II) – karłowata galaktyka sferoidalna znajdująca się w gwiazdozbiorze Ryb, odkryta w 2010 dzięki danym z projektu Sloan Digital Sky Survey. Jej odległość od Słońca wynosi około 180 tys. parseków. Jej klasyfikacja jako karłowatej galaktyki sferycznej oznacza, że posiada podłużny kształt; jej efektywny promień wynosi około 60 pc, a stosunek osi około 5:3.
Pisces II jest jednym z najmniejszych i najsłabszych satelitów Drogi Mlecznej – jej jasność jest około 10 tys. razy większa od słonecznej (absolutna wielkość gwiazdowa około -5m), co odpowiada średniej jasności gromad kulistych. Gwiezdna populacja Pisces II składa się głównie z umiarkowanie starych gwiazd, uformowanych 10-12 miliardów lat temu. Metaliczność takich starych gwiazd jest niska, na poziomie −2,3 < [Fe/H] < −1,7, co oznacza, że zawierają co najmniej 80 razy mniej ciężkich pierwiastków niż Słońce.